# نظریه مثلثی عشق

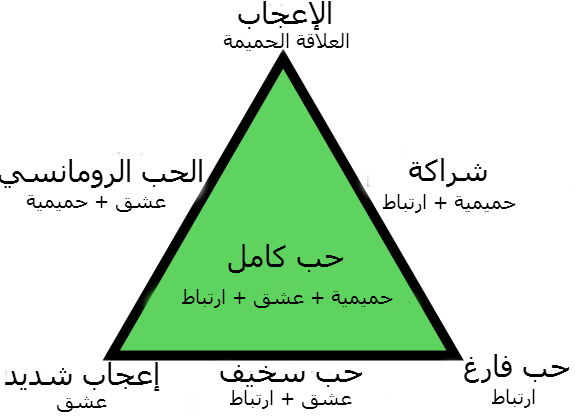
نظریه مثلثی عشق

رابرت استرنبرگ روان‌شناس آمریکایی نظریه عشق سه گانه را ارائه داده‌است. روشی که عشق را با سه عنصر اصلی آن نشان می‌دهد.
- صمیمیت یا الفت عبارت است از پیوند نزدیک و احساس تعلق داشتن بین دو نفر و همچنین علاقهٔ آن‌ها به درمیان گذاشتن خصوصی‌ترین و عمیق‌ترین افکار و احساسات.
- هوس/شهوت عبارت است از میل و رغبت جنسی شدید به طرف مقابل.
- قبول/تعهد فرد می‌پذیرد که فرد دیگری را به شدت دوست دارد (عنصر قبول) و خودش را ملزم می‌داند که در پستی و بلندی‌های زندگی رابطه‌اش را با آن شخص حفظ کند. (عنصر تعهد)

## انواع عشق در نظریه استرنبرگ
درواقع می‌توان دیدگاه استرنبرگ را به یک مثلث تشبیه کرد که همواره این ۳ عنصر در فرآیند عشق دخالت می‌کند. از نظر استرنبرگ سه بعد عشق به ندرت در فردی به طور مساوی جمع می‌شود و میزان وجود هر یک از ابعاد در روابط عاشقانه متفاوت است. همچنین عنوان می‌کند که مولفه‌های صمیمیت، شور و اشتیاق(شهوت) و تصمیم/تعهد در ترکیب با یکدیگر ۸ نوع متفاوت از عشق را به وجود می‌آورند که هر کدام ویژگی‌ها، محاسن و معایب خود را دارند اما برخی از انواع عشق با سطوح بالاتری از رضایتمندی همراه‌اند. 

### انواع عشق با توجه به مثلث عشق استرنبرگ
| انواع عشق   | صمیمیت | شهوت/شور و شوق | تعهد/تصمیم |
| ----------- | ------ | -------------- | ---------- |
| فقدان عشق   | ضعیف   | ضعیف           | ضعیف       |
| دوست داشتن  | قوی    | ضعیف           | ضعیف       |
| شیفتگی      | ضعیف   | قوی            | ضعیف       |
| عشق پوچ     | ضعیف   | ضعیف           | قوی        |
| عشق رمانتیک | قوی    | قوی            | ضعیف       |
| عشق رفاقتی  | قوی    | ضعیف           | قوی        |
| عشق ابلهانه | ضعیف   | قوی            | قوی        |
| عشق آرمانی  | قوی    | قوی            | قوی        |

1. فقدان عشق: زمانی است که ابعاد سه گانه عشق در روابط افراد بسیار کمرنگ است یا اصلاً وجود ندارد؛مثل بسیاری از روابط رسمی که افراد مرتبط با یکدیگر دارند. اگر احساس شخص نسبت به شریک زندگی از این نوع باشد، این رابطه در معرض خطر است.
2. دوست داشتن: زمانی است که فقط عامل صمیمیت وجود داشته باشد و از دو بعد دیگر خبری نیست یا بسیار کمرنگ است. این نوع عشق، احساس ایجاد یک رابطه دوستی عمیق و حقیقی می‌باشد. در این حالت احساس دلسوزی، رفاقت، گرمی، مهر و علاقه و هیجانات مثبت وجود دارد. اما احساس شور و شوق (شهوت)  و تصمیم/تعهد وجود ندارد.
3. شیفتگی (دلباختگی): در این نوع عشق بعد شور و شوق (شهوت) بر روابط افراد یا احساس یک فرد نسبت به دیگری حاکم است. یک حالت شدید شور و اشتیاق است که در آن فرد به شدت و به طور افراطی مجذوب شده، درحالی که تعهد و صمیمیت واقعی وجود ندارد. در این حالت فرد به صورت وسواس گونه از طرف مقابل شخص ایده آلی می‌سازد. در این نوع عشق درجه بالایی از برانگیختگی فیزیولوژی و روانی وجود دارد. این نوع عشق با وصل به معشوق به شدت پایان می‌پذیرد و ممکن است به تنفر تبدیل شود.
4. عشق پوچ (تهی): در این نوع عشق فقط بعد تصمیم/تعهد وجود دارد و سایر ابعاد وجود ندارد یا بسیار کمرنگ است. به طور معمولی این نوع عشق در یک رابطه بلند مدت راکد وجود دارد که در آن زوج‌ها رابطه هیجانی و عاطفی متقابل را از دست داده‌اند و یا آنقدر با هم مانده‌اند که به همدیگر عادت کرده‌اند یا به علت ترس از بی کسی و یا به خصوص برای فرزندان با هم می‌مانند. همچنین این نوع عشق در ازدواج‌های از پیش ترتیب داده شده نیز دیده می‌شود.
5. عشق رمانتیک: این نوع عشق ترکیبی از صمیمیت و شور و شوق است که بر اساس دو جنبه جذابیت فیزیکی و عاطفی استوار است. نوعی احساس نزدیکی، قرابت و پیوند بین دو زوج است. در این حالت اعتماد بسیار بالایی نسبت به همسر وجود دارد و به لحاظ عاطفی به شدت به او نزدیک است. در این نوع عشق خود افشایی بسیار بالاست و شخص بدون ترس از طردشدن، عقاید و افکار خود را با همسرش درمیان می‌گذارد و زمانی که افکار و احساس خود را برای طرف مقابل ابراز می‌دارد، حالت شور و شوق را در اوج خود تجربه خواهد کرد. با این حال به دلیل نداشتن بینش و تعهد، امکان تداوم این عشق اندک است و در صورتی که رابطه به علت ارضای نیازهای زوجین تداوم یابد به مرور زمان تعهد در روابط آن‌ها به وجود می‌آید.
6. عشق رفاقتی: این نوع عشق ترکیبی از صمیمیت و تعهد است. یک رابطه دوستانه پایدار، طولانی مدت و متعهدانه که همراه با مقدار زیادی صمیمیت است. در این نوع عشق تصمیم بر آن است که شخص همسرش را دوست داشته باشد و به باقیماندن با او متعهد می‌باشد. این نوع عشق همراه با بهترین روابط دوستانه است  که رفتار شهوانی در آن نیست یا خیلی کمرنگ است و رفتار عطوفت ورزانه در آن دیده نمی‌شود. بسیاری از عشق‌های آرمانی که دوام یابد و پایدار شود، تبدیل به عشق رفاقت آمیز خواهد شد. این نوع عشق بین دو همکار که سال‌ها با یکدیگر کار کرده‌اند یا بین یک زوج که دارای فرزندانی هستند مشاهده می‌گردد.
7. عشق ابلهانه: این نوع عشق، از ترکیب شور و شوق (شهوت) و تصمیم/تعهد به وجود می‌آید و صمیمیت درآن دیده نمی‌شود. زوجین صرفاً براساس حالت شور و شوق (شهوت) نسبت به هم متعهد هستند و رابطه صمیمانه و عاطفی عمیقی با همدیگر ندارند. این حالت گردبادی از هیجانات است که زود فروکش می‌کند. استرنبرگ معتقد است دراین حالت افراد در نگاه اول عاشق یکدیگر می‌شوند و خیلی زود بدون اینکه همدیگر را بشناسند به داشتن یک رابطه طولانی متعهد می‌گردند. این عشق خیلی شدید و اغلب وسواس گونه است. فرد نمی‌تواند فکر خود را از او رها کند، شدیداً آرزو می‌کند به او نزدیک شود، او را لمس کند و با او در هم آمیزد و با این تخیلات به فرد حالت شوریدگی دست می‌دهد.
8. عشق کامل (آرمانی): این نوع عشق ترکیبی از سه حالت صمیمیت، شور و شوق (شهوت) و تصمیم/تعهد است. در این حالت فرد همسر خود را به عنوان یک انسان دوست می‌دارد و به او احترام می‌گذارد، به او متعهد است و از طریق برقراری ارتباط درست با او احساس نزدیکی می‌کند. رفتار دوستانه، رفاقت آمیز، محبت آمیز و مراقبت آمیز خواهد داشت. روابط زناشویی همراه با تعهد به وفاداری و اوج لذت بدون احساس گناه تجربه می‌شود. استرنبرگ (۱۹۸۸) عنوان می‌کند رسیدن به این مرحله خیلی آسان‌تر از نگهداشتن آن است.

## پرسشنامه مثلثی عشق
میزان این سه عنصر در افراد متفاوت است و همین تفاوت، سبب ایجاد ۸ نوع عشق متفاوت می‌شود. هر نوع عشق دارای مزایا و معایبی است. با پر کردن پرسشنامه تست مثلث عشق می‌توانید نوع عشق خود به محبوب تان (همسر، نامزد، معشوق و …) را متوجه شوید.